# Santiago Mirador
Santiago Mirador är en ort i Mexiko.   Den ligger i kommunen Mazatlán Villa de Flores och delstaten Oaxaca, i den sydöstra delen av landet, 280 km sydost om huvudstaden Mexico City. Santiago Mirador ligger 1 934 meter över havet och antalet invånare är 196.
Terrängen runt Santiago Mirador är bergig österut, men västerut är den kuperad. Runt Santiago Mirador är det ganska glesbefolkat, med 43 invånare per kvadratkilometer. Närmaste större samhälle är Huautla de Jiménez, 17,5 km nordost om Santiago Mirador. I omgivningarna runt Santiago Mirador växer huvudsakligen savannskog.